# Петрос Моливиатис
Петрос Моливиатис (на гръцки: Πέτρος Μολυβιάτης) е гръцки дипломат и политик.

## Биография
Моливиатис е роден на 12 юни 1928 година на Хиос, Гърция. Завършва право в Атинския университет, след което постъпва в Министерството на външните работи на Гърция. Като кариерен дипломат служи в посолствата в Москва, Претория и Анкара, в постоянните представителства към ООН в Ню Йорк и към НАТО в Брюксел.
Изключително близък на председателя на Нова демокрация Константинос Караманлис, той е началник на неговия кабинет като министър-председател през 1974 – 1980 и като президент през 1980 – 1985 и 1990 – 1995. Моливиатис става депутат в гръцкия парламент от Нова демокрация след 1996 г.
След спечелването на изборите от партията Моливиатис е министър на външните работи на Гърция през 2004 – 2006 г.
Заема отново този пост за кратко в служебните правителства на Панайотис Пикраменос – през май-юни 2012 г., и на Василики Тану-Христофилу – през август-септември 2015 г.
Петрос Моливиатис е председател на Съвета на настоятелите на фондацията „Константинос Г. Караманлис“.